# Urichonemertes pilorhynchus
Urichonemertes pilorhynchus är en djurart som tillhör fylumet slemmaskar, och som beskrevs av Gibson 1983. Urichonemertes pilorhynchus ingår i släktet Urichonemertes och familjen Drepanophoridae. Inga underarter finns listade i Catalogue of Life.